# Złowieszczy mrok
Księga szósta: Złowieszczy mrok (ang. Darke) – szósta książka z cyklu powieści fantasy o młodym czarodzieju Septimusie Heapie, autorstwa angielskiej powieściopisarki Angie Sage. Seria opowiada o Septimusie Heapie, siódmym synu siódmego syna, obdarzonym nadzwyczaj magicznymi zdolnościami. Okładka książki jest wzorowana na książce z historii: Mroczny leksykon, z pudełkiem zawierającym Mroczne Przebranie leżącym na wierzchu.

## Fabuła
Alther Mella został przypadkowo wygnany wraz z Tertiusem Fume do Mrocznych Sal przez Marcię. Tak więc Septimus, który przygotowuje się do Mrocznego Tygodnia, postanawia jako swoje zadanie uratować Althera. Podczas gdy Merrin Meredith ze swoją małą armią Stworów tworzy Mroczną Dziedzinę, która zagraża Zamkowi i wszystkim jego mieszkańcom. Septimus Heap musi użyć wszystkich swoich umiejętności, aby uratować Zamek i Wieżę Czarodziejów od zagłady: Musi wejść w Mrok. Z pomocą Jenny, Althera Melli, Marcellusa Pye i swojego brata Simona Septimus wraz z Marcią Overstrand walczą z Mrokiem.